# Bob May (Schauspieler)
Robert M. „Bob“ May (* 4. September 1939 in New York City; † 18. Januar 2009 in Lancaster, Kalifornien) war ein US-amerikanischer Schauspieler und Stuntman.

## Leben
Bob May begann seine Schauspielkarriere in live gesendeten Comedyformaten wie der Colgate Comedy Hour. Von Mitte der 1950er- bis Mitte der 1960er-Jahre arbeitete er als Stuntman, zunächst für Fernsehserien wie 77 Sunset Strip, später für Spielfilme wie Der verrückte Professor mit Jerry Lewis in der Hauptrolle. In diesem Film hatte er auch einen Auftritt als Schauspieler. 1966 wurde er während seiner Tätigkeit als Stuntman am Western San Fernando von Regisseur Irwin Allen für die Rolle des Roboters in der Serie Verschollen zwischen fremden Welten (Lost in Space) engagiert. June Lockhart, die in der Serie eine Hauptrolle spielte, beschrieb dies so:

„Er war zufällig auf dem Studiogelände, als ihn jemand sah und wegen der Rolle zu Irwin Allen schickte. Allen sagte: „Wenn Sie in den Anzug passen, haben Sie die Rolle.““

May spielte die Rolle in 87 Folgen zwischen 1965 und 1968. Bedingt durch die hohe Popularität der Serie auch nach Jahrzehnten trat er bis zuletzt regelmäßig auf Lost-In-Space-Conventions auf. Im November 2008 wurde sein Anwesen im San Fernando Valley bei einem Waldbrand zerstört. May starb im Alter von 69 Jahren an Herzversagen.

## Filmografie

### Als Schauspieler
- 1964: Die Heulboje
- 1964: Assistenzärzte
- 1965: Verschollen zwischen fremden Welten
- 1967: Time Tunnel
- 1980: Alles in Handarbeit

### Als Stuntman
- 1955: Cheyenne
- 1958: 77 Sunset Strip
- 1959: Hawaiian Eye
- 1960: The Roaring 20’s
- 1960: Surfside 6
- 1963: Im Paradies ist der Teufel los
- 1963: Der verrückte Professor
- 1966: San Fernando